# 白咲舞
白咲 舞 (しろさき まい、1988年11月5日 - )は、日本のAV女優。ティーパワーズ所属。

## 略歴
趣味・特技は料理。AV女優専門キャバクラのRed Dragonでもキャバクラ嬢としても活動している。

## 作品

### アダルトビデオ
2009年
- Pure Pink（8月21日、h.m.p）
- 若奥さまは痴女様!!（9月21日、h.m.p）
- ご奉仕系テクニシャンFUCK（10月21日、h.m.p）
- 私がAVに出た理由（11月21日、h.m.p）
- マシュマロリップ（11月21日、h.m.p）
- 超ムラムラする美尻で顔面騎乗＆騎乗位（12月21日、h.m.p）
- ism Vol.1（12月21日、ビデオバンク）個人総集編

2010年
- 美女とキモメン ド変態調教!（1月21日、h.m.p）
- スレンダー 16（3月19日、プレステージ）
- 噂の激カワ女子大生 大人への第一歩スペシャル（3月25日、ケイ・エム・プロデュース）共演4名
- Can College 62（4月10日、プレステージ）
- 働くオンナ Vol.64（5月21日、プレステージ）
- 男の顔にモザイクをかけたSEX 4時間（6月9日、h.m.p）
- 噂の激カワ女子大生 4（6月25日、おかず。）
- お届け、ヤリマン娘。マイちゃん（7月16日、S級素人）
- 噂の激カワビキニギャル（7月16日、おかず。）
- 憧れのミスキャンパス 2（7月23日、ケイ・エム・プロデュース）
- 男根に躾けられた女3（12月7日、アタッカーズ）

2011年
- 潜入捜査官、堕ちるまで…（1月7日、アタッカーズ）
- 隣人は密かに笑う… 隣のお姉さんを犯したあの日…外伝（2月7日、アタッカーズ）
- 噂の激カワ女子大生 大人への第一歩スペシャル（3月25日、おかず。）
- 極選 ボディフェチ48（5月6日、h.m.p）
- 親孝行セレブ令嬢が声を押し殺す性感オイルマッサージ 2（5月10日、ホットエンターテイメント）「黒崎麻奈美」名義
- 現役女子大生（秘）リアルセックス 05（5月11日、GIFT）共演3名
- 2011年 初夏 SOD女子社員とイクゥッ!1泊2日!混浴温泉バスツアー バスの中から‘超ハーレム接待’がヒートアップ!温泉大宴会!発射しまくり勃起しっ放し!濃縮200分の爆裂エロエロ♥スペシャル!（6月4日、SODクリエイト）
- 生中出し新入女子社員 15（6月10日、ケイ・エム・プロデュース）
- 声を出せない状況下、超至近距離でイジりっこ 相互愛撫の密室エロス（6月19日、Fetish Box/妄想族）
- アナル舐めながら手コキして下さい 2（7月19日、Fetish Box/妄想族）共演:霜月るな、辻本りょう、大槻ひびき、つくし
- カワイさ盛れてるギャル女子校生4時間 4（9月9日、ケイ・エム・プロデュース）
- スーパー美脚女教師のM男弄びレッスン（10月5日、未来）

2012年
- 濃密セックス（1月1日、ワンズファクトリー）
- モデル級美女をやっちゃいます 7（1月20日、GALLOP）共演4名
- 狙われた人気ファッションモデル（2月15日、ワンズファクトリー）
- 現役キャバ嬢がドレスを脱いだとき 8時間 SPECIAL（7月13日、ケイ・エム・プロデュース）共演9名
- 絶頂 本気イキな女たち20人 3（8月10日、GALLOP）共演19名

## テレビ出演
- 桃のささやき #2（2010年7月21日初回放送、MONDO TV）